# Pachygnatha (genere)
Pachygnatha Sundevall, 1823 è un genere di ragni appartenente alla famiglia Tetragnathidae.

## Distribuzione
Le 41 specie note di questo genere sono diffuse in varie località della regione olartica, in Africa orientale e centrale; in Madagascar, Sudafrica, Filippine e Birmania

## Tassonomia
Non sono stati esaminati esemplari di questo genere dal 2012.
Attualmente, a dicembre 2013, si compone di 41 specie e 2 sottospecie:
1. Pachygnatha africana Strand, 1906 — Etiopia
2. Pachygnatha amurensis Strand, 1907 — Russia
3. Pachygnatha atromarginata Bosmans & Bosselaers, 1994 — Camerun
4. Pachygnatha autumnalis Marx, 1884 — USA, Canada, Cuba
5. Pachygnatha bonneti Senglet, 1973 — Spagna
6. Pachygnatha brevis Keyserling, 1884 — USA, Canada
7. Pachygnatha calusa Levi, 1980 — USA
8. Pachygnatha clercki Sundevall, 1823[2] — Regione olartica
9. Pachygnatha clerckoides Wunderlich, 1985 — Bulgaria, Macedonia, Russia
10. Pachygnatha degeeri Sundevall, 1830 — Regione paleartica
  - Pachygnatha degeeri dysdericolor Jocqué, 1977 — Marocco
11. Pachygnatha dorothea McCook, 1894 — USA, Canada
12. Pachygnatha fengzhen Zhu, Song & Zhang, 2003 — Cina
13. Pachygnatha furcillata Keyserling, 1884 — USA
14. Pachygnatha gaoi Zhu, Song & Zhang, 2003 — Russia, Cina
15. Pachygnatha goedeli Bosmans & Bosselaers, 1994 — Camerun
16. Pachygnatha hexatracheata Bosmans & Bosselaers, 1994 — Camerun
17. Pachygnatha jansseni Bosmans & Bosselaers, 1994 — Camerun
18. Pachygnatha kiwuana Strand, 1913 — Congo
19. Pachygnatha leleupi Lawrence, 1952 — Camerun, Congo, Malawi, Zimbabwe
20. Pachygnatha listeri Sundevall, 1830 — Regione paleartica
21. Pachygnatha longipes Simon, 1894 — Madagascar
22. Pachygnatha mucronata Tullgren, 1910 — Africa orientale
  - Pachygnatha mucronata comorana Schmidt & Krause, 1993 — Isole Comore
23. Pachygnatha ochongipina Barrion & Litsinger, 1995 — Filippine
24. Pachygnatha okuensis Bosmans & Bosselaers, 1994 — Camerun
25. Pachygnatha opdeweerdtae Bosmans & Bosselaers, 1994 — Camerun
26. Pachygnatha palmquisti Tullgren, 1910 — Kenya, Tanzania
27. Pachygnatha procincta Bosmans & Bosselaers, 1994 — Camerun, Kenya
28. Pachygnatha quadrimaculata (Bösenberg & Strand, 1906) — Russia, Cina, Corea, Giappone
29. Pachygnatha rotunda Saito, 1939 — Giappone
30. Pachygnatha ruanda Strand, 1913 — Ruanda
31. Pachygnatha silentvalliensis Biswas & Roy, 2004 — India
32. Pachygnatha simoni Senglet, 1973 — Spagna
33. Pachygnatha sundevalli Senglet, 1973 — Portogallo, Spagna
34. Pachygnatha tenera Karsch, 1879 — Cina, Corea, Giappone
35. Pachygnatha terilis Thaler, 1991 — Svizzera, Austria, Italia
36. Pachygnatha tristriata C. L. Koch, 1845 — USA, Canada
37. Pachygnatha tullgreni Senglet, 1973 — Portogallo
38. Pachygnatha vorax Thorell, 1895 — Birmania
39. Pachygnatha xanthostoma C. L. Koch, 1845 — USA, Canada
40. Pachygnatha zappa Bosmans & Bosselaers, 1994 — Camerun, Kenya, Malawi, Sudafrica
41. Pachygnatha zhui Zhu, Song & Zhang, 2003 — Cina